# Ein Porträt des Künstlers als junger Mann
Ein Porträt des Künstlers als junger Mann (engl. A Portrait of the Artist as a Young Man) ist der Titel eines autobiografisch geprägten Bildungsromans des irischen Schriftstellers James Joyce über das Leben eines jungen Künstlers von der Kindheit bis zur Studienzeit. Hauptthema ist seine Auseinandersetzung mit der katholischen Sozialisation – mit dem Ergebnis, Irland zu verlassen.

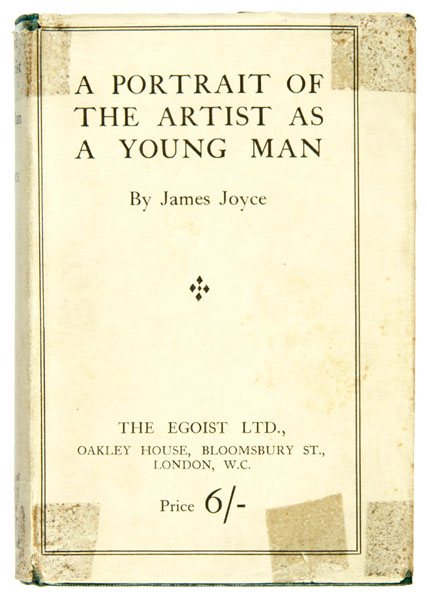
A Portrait of the Artist as a Young Man, Einband der Erstausgabe

Der Roman erschien 1914/1915 in Fortsetzungen in der Zeitschrift „The Egoist“ und am 29. Dezember 1916 erstmals in Buchform. Die erste deutschsprachige Übersetzung von Georg Goyert wurde 1926 publiziert.

## Überblick
Die Geschichte von Stephen Dedalus spielt Ende des 19. Jhs. in Irland. Die fünf Kapitel orientieren sich an den Phasen seiner Entwicklung: seine Kindheit in Bray mit der Sozialisation in der Familie und im „Clongowes College“ (Kp 1). Seine Jugendzeit nach dem Umzug der Familie nach Dublin im ebenfalls jesuitischen „Belveder College“ (Kp. 2). Die Selbstfindungsversuche des Jugendlichen und die Schwierigkeiten des Heranwachsenden mit seiner Sexualität im Widerspruch zur Dogmatik der jesuitischen Schule (Kp. 3). Seine Rückbesinnung auf die Lehre der katholischen Kirche (Kp. 4). Die Entscheidung gegen den Eintritt in den Jesuitenorden und eine Ausbildung zum Priester (Kp. 4). Die Diskussionen mit den Kommilitonen am „University College“ über die innenpolitische Situation, über die Forderungen nach Selbstverwaltung und über die Rolle der Kirche als dominante moralische Instanz des Landes. Die Suche nach einem eigenen Weg als Schriftsteller. Er kommt zu der Erkenntnis, dass die traditionellen gesellschaftlichen Auffassungen ihn daran hindern, sein Leben und seine Kunst frei zu entwickeln, und so beschließt er am Ende des Romans, seine Heimat zu verlassen. Bei seinem Abschied sieht sich Stephen in der Nachfolge des Dädalus-Mythos, auf den das Motto aus Ovids Metamorphosen verweist: Dädalus erfindet Flügel zur Flucht aus Minos’ Gefangenschaft auf der Insel Kreta (Kp. 5).

## Handlung
Motto aus Ovids „Metamorphosen“

### Kapitel 1
Der kurze einleitende Abschnitt („Es war einmal vor langer Zeit“) exponiert aus Stephens Perspektive und in seiner Kindersprache seine Eltern, den Onkel des Vaters Charles, die geliebte Nachbarstochter Eileen Vance und die Erzieherin Mrs. Riordan (Dante) im Haus in Bray und deutet sowohl die liebevolle (Tanzlied) als auch die Angst einflößende Erziehungsmethode an: „kommen die Adler und hacken ihm die Augen aus“ (I, 1). Dann springt die Handlung ins „Clongowes Wood College“, eine von Jesuiten geführte Internatsschule, und zeigt, wie sich Stephen aus dem Getümmel eines Rugby-Spiels heraushält. Der intellektuell begabte, aber wenig sportliche Junge steht am Rand seiner Elementarklasse, wird mit Spott in einen Sumpfgraben geschubst und landet wegen seiner schwachen Gesundheit bei Bruder Michael auf der Krankenstation, wo er hofft, von seiner Mutter abgeholt zu werden (I, 2), aber das geschieht erst in den Weihnachtsferien.
Zum Weihnachtsessen (I, 3) haben die Eltern Gäste eingeladen. Am Tische entwickelt sich schnell eine Diskussion über die sozialen, politischen und religiösen Spannungen in Irland. Anlass ist der Tod des Politikers Charles Stewart Parnell 1891. Mr. Casey ist Anhänger Parnells und verteidigt ihn gegen den Anschlag katholischer Aktivisten. Onkel und Frau Riordan (Dante) vertreten die Gegenposition. Simon Dedalus unterstützt Casey, seine Frau versucht auszugleichen und die Emotionen zu dämpfen. Stephen versucht ein Gedicht über Parnell zu schreiben.
Zurück im College, führt die Entdeckung von fünf Schülern der Oberklasse bei sexuellen Spielen und ihr Verweis aus der Schule zu Verunsicherungen (I, 4). Als Reaktion darauf verfolgt die Schule eine härtere Linie. Die Disziplin wird verschärft, und die Schüler werden verstärkt körperlich bestraft. Als Stephens Brille durch den Zusammenstoß mit einem Radler zerbricht, vermutet der Studienpräfekt Pater Dolan einen Trick, um nicht studieren zu müssen und bestraft ihn mit  „Tatzengeben“, d. h. mit Rohrstockschlägen auf die Hände. Die Mitschüler raten Stephen, sich das nicht gefallen zu lassen und sich zu wehren. Stephen überwindet seine Angst und beschwert sich beim Rektor, Pater Conmee. Dieser zeigt sich milde und versichert ihm, dass es keine solche Wiederholung geben wird. Die Schüler feiern Stephen und er hat ein Gefühl des Triumphs.

### Kapitel 2
Aus finanziellen Gründen nehmen die Eltern Stephen vom „Clongowes College“ (II, 1). Auch müssen sie ihr Haus in Blackrock, wo sie inzwischen wohnen, verkaufen und ziehen nach Dublin. Auf einem Kinderfest in Harold’s Cross verliebt sich Stephen in Ellen, sie zeigt Interesse an einer Freundschaft, aber er ist zu schüchtern, darauf einzugehen, und transformiert sie in seinen Gedichten in Byrons Manier, die er in sein grünes Lyrikheft mit dem Jesuiten-Motto „Ad maiorem Dei gloriam“ schreibt, zu der ihn in seinen Träumen begleitenden marienhaften Idealfigur „E.C.“ Simon Dedalus hat durch seine Beziehungen zu Pater Conmee Freiplätze für Stephen und seinen jüngeren Bruder Maurice am „Belvedere College“ in Dublin bekommen und hofft, dass seine Kinder durch die in der Gesellschaft angesehene Jesuitenschule bessere Aufstiegsmöglichkeiten haben als bei den gewöhnlichen „Christian Brothers“ zu (II, 2).
Im dritten Abschnitt springt die Handlung um zwei Jahre. Stephen ist jetzt ca. 13 Jahre alt und tritt beim Pfingstspiel der Schule als „Pädagog“ auf. Seine Mitschüler necken ihn mit einer vermuteten geheimen Liebschaft mit einem schönen Mädchen. Aber alles ist platonischer Natur und er besingt sie wie zuvor E. C. in einem Gedicht. Er ist in Diskussionen mit den Kameraden selbstbewusster geworden, kennt sich in den Büchern „rebellischer Schriftsteller“ besser aus als sie, schreibt gute Aufsätze und spielt Theater. Im Spannungsraum zwischen Anpassung an die Regeln des Jesuitenkollegs und seiner eigenen Kopf-Welt gerät er in einen Konflikt, als von Lehrer Tate seine unbewusst oder bewusst kritischen Gedanken als Ketzerei ausgelegt werden. In schneller Reaktion ändert er sofort die Formulierung „ohne eine Möglichkeit, dem Schöpfer näherzukommen“ in „ohne ihn je zu erreichen“. Das wird akzeptiert. Aber seine neidischen Kameraden, v. a. Heron, werfen ihm dies als Anpassung und Verrat vor, andererseits kritisieren sie, als er ihnen seine Überlegenheit in Literatur demonstriert, sein Vorbild Byron als unmoralisch und Ketzer (II, 3).
Die Verarmung der Familie führt zu finanziellen Engpässen, die Stephen in seinen Ansprüchen zuerst nicht realisiert. Denn sein Vater, den er zur Versteigerung des großväterlichen Grundbesitzes nach Cork begleitet hat (II, 4), spielt ihm in seiner Erinnerung an seine Jugendzeit in der Stadt den immer noch starken Mann vor. So verkonsumiert Stephen die Unterstützungsgelder zusammen mit einem gewonnenen Aufsatzpreis verschwenderisch mit Freunden. Die Vorwürfe der Mutter verdrängt er so lange hinter Phantasieplänen, bis das Geld ausgeben ist. Nun durchstreift er einsam die Stadt zum Bordellviertel, getrieben von den körperlichen Spannungen und den in expressiver Sprache und ekstatischen Grenzüberschreitungen formulierten ausschweifenden Gedanken über die Verbindung von sündigen und heiligen Frauen (E. C.). Das Gefühl des Regelverstoßes steigert noch den Genuss, aber diesem folgt der Absturz in die Einsamkeit: „Eine kalte lichte Gleichgültigkeit herrscht in seiner Seele“, wenn er zu einer Prostituierten geht. (II, 5)

### Kapitel 3
Das 3. Kapitel beschreibt die geistig-körperliche Existenzkrise. Mit dieser Situation setzt sich der 16-Jährige in seiner Schule im Dezember während der viertägigen Exerzitien (III, 1) intensiv auseinandersetzt. Stephen hört an drei Tagen die ausführlich wiedergegebenen Predigten Pater Arnalls über die Besinnung auf die letzten Dinge, den Tod und das Gericht sowie die Höllenstrafen (III, 2): Nicht nur die nicht bereuten Todsünden, z. B. ein Augenblick rebellischen Stolzes des Geistes, der zu Luzifers Sturz aus der Herrlichkeit führte, sondern auch lässliche Sünden wie ein unkeuscher Gedanke, eine Lüge, zornige Blicke, mutwillige Trägheit kann der sich beleidigt und verspottet fühlende gerechte Gott nicht ungestraft durchgehen lassen. Für jede dieser nicht gebeichteten Sünden folgt die gleiche Strafe, weil die unendliche Liebe des Vatergottes zurückgewiesen wurde, auf die Warnungen der Priester nicht gehört und vor ihnen nicht die Verfehlungen bereut wurden. In der Hölle muss der Sünder unwiderruflich die Höllenpein mit unvorstellbaren Qualen im ewigen dunklen Feuer erleiden. Es sind geistige Schmerzen mit unendlichen Ausdehnung, unendlicher Intensität. Die nicht aufhörende Mannigfaltigkeit der Folter wird begleitet von den unerträglichen Schreien der anderen Sünder und den ständigen Beschimpfungen der Teufel. Nachts verfolgen Stephen die Höllenbilder, er wird sich seiner Sünden bewusst und fürchtet sich vor der in den Predigten angedrohten Verurteilung (III, 3). Ruhelos durchstreift er mit seinen Gewissensqualen die nächtlichen Straßen und entschließt sich nach achtmonatiger Pause wieder zur Beichte zu gehen. In einer zufällig auf seinem Weg liegenden Kapelle bekennt er dem Priester die lange Liste seiner Verfehlungen, den ganzen „schmutzige[n] Fluss des Lasters“, verspricht Besserung und erhält die Absolution. Bei der die Exerzitien abschließenden Messe am Samstagmorgen fühlt er sich sündenfrei und am Anfang eines neuen Lebens.

### Kapitel 4
Im vierten Kapitel werden die Bemühungen Stephens erzählt, sich körperlich-geistig durch Askese zu reinigen (IV, 1): Er ordnet seinen Tagesablauf nach strengen Regeln, betet häufig den Rosenkranz, geht zur Messe, beichtet, liest Erbauungsbücher, diszipliniert seine Gedanken, um den Gefahren geistiger Exaltation zu entgehen, und tötet seine Sinne ab: er kontrolliert seine Blicke, den Geruchs-, Geschmacks- und Gefühlssinn. Seine Zornanwandlungen therapiert er mit einem Demutstraining. Aber im Zusammenleben mit den anderen fürchtet er ständig zu versagen und dies führt zu einem Gefühl „spiritueller Trockenheit“, zu Zweifel und Skrupeln: „Seine Seele durchlief eine Periode der Trostlosigkeit.“ Je mehr er sich bezwingt, umso häufiger ist er Versuchungen ausgesetzt. Aber er weiß, dass eine einzige kleine Übertretung all seine Bemühungen zunichtemachen würde, und indem er widersteht, meint er sein Leben gebessert zu haben.
Stephens Bemühungen sind von den Lehrern bemerkt worden und der Direktor fragt ihn, ob er in den Orden eintreten will (IV, 2). Er würde dann zu den Auserwählten gehören, die „um obskure Dinge wissen, die vor anderen verborgen waren.“ Er selbst hat auch schon mit diesem Gedanken gespielt. Sein Leben würde in gut gesicherten Bahnen verlaufen, und das wäre ganz im Sinne seiner Eltern. Aber sein „beunruhigtes Kommunizieren mit sich selbst [würde] ausgelöscht durch das Bild einer freudlosen Maske […] Die Frostigkeit und Ordnung dieses Lebens stießen ihn ab“. Er fragt sich, was „aus dem Stolz seines Geistes“ werden würde, „der ihn selbst stets als ein Wesen hatte begreifen lassen, das keiner Ordnung einzupassen war […] Ihm war bestimmt, seine eigene Weisheit fern von anderen zu erfahren oder die Weisheit anderer selbst zu erfahren als Wanderer in den Stricken der Welt. Die Stricke der Welt waren ihre Wege der Sünde. Er würde fallen […] Nicht zu fallen, war zu schwer […] Er fühlte den stillen Sturz seiner Seele“. Er verlässt das College und kehrt zu seiner Familie zurück. Seine Eltern müssen wieder einmal aus finanziellen Gründen aus ihrer Wohnung ausziehen. Aber er fühlt, dass das Durcheinander, die Misswirtschaft und die Unordnung im Haus seines Vaters das ist, was „den Sieg in seiner Seele davontragen sollte“.
Stephen hat sich entschieden: Anstelle der Priesterausbildung hört er an der Universität Vorlesungen über englische und französische Literatur sowie Physik (IV, 3). Bei einer Wanderung am Dollymount Strand empfindet er die neue Freiheit: „Ein Tag gescheckter meergetragener Wolken“ Er spürt dem Ebenmaß und der Balance dieses Satzes nach und hat die Vision, einen Ruf zu erhalten, sich wie die Mythengestalt Dädalus zum Flug zu erheben: In der Flugekstase schwang „seine Seele […] sich hoch auf in einer Luft jenseits der Welt und der Leib […] wurde in einem Atemzug geläutert und […] mit dem Element des Geistes vermischt“. Stephen watet ins […] Wasser und sieht ein Mädchen, allein und still aufs Meer hinausschauen: „Ihr Bild war in seine Seele gedrungen […] Lieben, irren, fallen, triumphieren, Leben aus Leben neu erschaffen! Ein wilder Engel war ihm erschienen […] um vor ihm in einem Augenblick der Ekstase die Tore zu allen Straßen des Irrtums und der Herrlichkeit aufzureißen. Weiter und weiter und weiter und weiter!“

### Kapitel 5
Stephens neue Lebensphase leitet eine Suchwanderung ein. Auf seinen Stadtrundgängen sammelt er Impressionen, die er assoziativ in Sprachbilder umsetzt. Er besucht Vorlesungen am „University College“ über englische und französische Literatur sowie Physik, aber nicht regelmäßig, so dass ihn sein unzufriedener Vater mit „fauler Sau“ beschimpft. Wie zuvor das Jesuitencollege erlebt er jetzt die Universität als theoretischen, trockenen Apparat. Einen Blick zurück wirft er einmal bei der Begegnung mit dem jesuitischen Dekan (V, 1), der sich in seiner Bescheidenheit von dem Intellekt und rhetorischen Geschick Pater Arnalls unterscheidet. Er führt ihm im Hörsaal vor Vorlesungsbeginn die Kunst des Feueranmachens vor und macht im Gespräch mit ihm zurückhaltende kluge Bemerkungen. Doch in der Akzeptanz seiner untergeordneten Rolle erkennt Stephen die Begrenztheit seines Lebens und Denkens. Für seine Kommilitonen ist Stephen ein eigenständiger Kopf und Spötter. Einigen, Temple und Moynihan, imponiert das. Sie diskutieren sowohl über weltanschauliche Dinge, Religion oder Kommunismus, als auch über aktuelle politische Fragen: MacCann wirbt um Unterschriften zur Unterstützung einer von Zar Nikolaus II. vorgeschlagenen Weltfriedenskonferenz. Stephen missfällt das Jesus ähnliche Ikonenbild des Zaren und deshalb unterschreibt er nicht die Petition. Davin, ein bodenständiger Bauerssohn, ist Anhänger des irischen Nationalismus und will Stephen überreden, Irisch zu lernen. Für Stephen ist jedoch der Nationalismus, wie die Sprache und die Religion, ein Netz, das ihn am Fliegen hindert. Er möchte seinen eigenen Weg gehen und verfolgt die Auseinandersetzungen der Kommilitonen nur vom Rand aus, während seine Gedanken von der Kunst erfüllt sind. Auf dem Weg durch die Stadt von der Universität zur Bibliothek entwickelt er Lynch seine an Thomas von Aquin orientierte Ästhetik (V, 1): „Dreierlei ist der Schönheit wesentlich, Ganzheit, Harmonie und Ausstrahlung“. Ein zentrales Motiv seiner Dichtung ist seit seiner Kinderliebe zu Eileen und Ellen die platonische Geliebte E.C., die er immer wieder in ihm begegnenden Mädchen zu sehen glaubt. Dieses Mal ist eine ihn kaum beachtende Studentin die Inspiration für die Verbindung der idealen Jungfrau und der verführerischen Geliebten, eine Engel-Dämon-Gestalt, von der er sich im Gefühl der Sünde wieder trennt. Auf der Suche nach dem passenden Rhythmus überarbeitet er eine Villanelle (V, 2): „Bist du nicht müd das glühende Fragen, Das Locken der gefallenen Seraphim?“ Stephen bespricht seine Situation mit seinem Freund Cranly und erklärt ihm, warum er das Land verlassen wird (V, 3). Cranly versucht ihn mit dem Rat zu halten, er solle nicht den einsamen Weg wählen, sondern sich einfach der Form nach der Gesellschaft und den religiösen Zeremonien anpassen, wie es die meisten machen, dann wäre auch seine Mutter zufrieden. Aber Stephen entscheidet sich anders: „Ich fürchte nicht, allein zu sein oder um eines andern willen verstoßen zu werden oder alles zu verlassen, was ich verlassen muss. Und ich habe keine Angst, einen Fehler zu machen, sogar einen […] lebenslangen Fehler, und vielleicht einen, der so lang dauert wie die Ewigkeit.“ Im abschließend wiedergegebenen Tagebuchauszug vom 20. März bis 27. April (V, 4) bezieht sich Stephen Dedalus unter der Überschrift „Fort! Fort!“ auf sein mythologisches Vorbild Dädalus: „Wir sind von deinem Geschlecht. Und in der Luft schwärmts von ihresgleichen, da sie mich rufen […] und sich anschicken zu gehen und die Schwingen schütteln, die Schwingen ihrer jubilierenden und schrecklichen Jugend.“

## Biographischer Hintergrund
Die Lebensstationen, Ortsangaben und Datierungen sowie v. a. die Thematik entsprechen der Biographie des Autors.
| → Biographie (Auswahl) |
| Zu Kp. 1: - James Vater John stammte aus Fermoy im County Cork gelegenen Fermoy und besaß dort eine kleine Saline und ein Kalkwerk. Sowohl sein Vater als auch der Großvater väterlicherseits hatten in eine wohlhabende Familie eingeheiratet. 1887 wurde sein Vater nach wirtschaftlichem Abstieg bei der Dublin Corporation als Steuereintreiber eingestellt, die Familie zog in den ca. 20 Kilometer südlich von Dublin liegenden Badeort Bray und lebte dort, Martello Terrace, bis 1892. - Ab 1888 besuchte der 6-jährige James das von den Jesuiten betriebene „Clongowes Wood College“ für Jungen, ein Internat im Ort Clane, County Kildare - Parnells Tod 1891. Der neunjährige James verfasste im selben Jahr das Gedicht „Et Tu Healy“, das den Tod Charles Stewart Parnells behandelt. Sein Vater kritisierte die Behandlung Parnells durch die katholische Kirche und die Fehler in Bezug auf die irische Home Rule. - 1892 musste Joyce die Schule verlassen, nachdem sein Vater das Schulgeld nicht mehr bezahlen konnte. Zu Kp. 2–4: - Im November 1891 wurde John Joyce in die „Stubs Gazette“, ein offizielles Konkursverzeichnis, eingetragen und vom Dienst suspendiert. Obwohl John Joyce 1893 eine Pension erhielt, rutschte die Familie in den folgenden Jahren vor allem aufgrund des starken Alkoholkonsums und der finanziellen Fehlplanung John Joyce’ in die Armut ab. Die Familie lebte dann für ein Jahr in Blackrock, 23 Carysfort Avenue. - James studierte vorübergehend zu Hause und dann kurzzeitig an der „Christian Brothers O'Connell School“, North Richmond Street in Dublin, bevor er 1893 einen durch den mit dem Vater bekannten Priester John Conmee vermittelten Platz mit einer Gebührenermäßigung am jesuitischen „Belvedere College“ in Dublin erhielt. 1895 wurde der 13-Jährige zum Präfekten der „Sodality of Our Lady“ gewählt. - 16-jährig 1898 trat James in das kurz zuvor eingerichtete „University College Dublin“ ein, wo er moderne Sprachen, insbesondere Englisch, Französisch und Italienisch studierte. Erstmals wurde er in literarischen und Theaterkreisen aktiv. Als erstes veröffentlichtes Werk erschien 1900 der Artikel Ibsen’s New Drama. Während seiner Universitätszeit verfasste er mehrere Artikel und mindestens zwei nicht erhaltene Theaterstücke, war aktives Mitglied der „Literary and Historical Society“ der Universität Dublin und legte ihr 1900 sein Magazin „Drama and Life“ vor. Zu Kp. 5: - Nach seiner Graduation 1902 zog Joyce, um Medizin zu studieren, nach Paris. |

## Form
„Ein Porträt des Künstlers als junger Mann“ ist ein Bildungsroman, in dem die gesamte innere Entwicklung des Protagonisten von der Kindheit an bis in die Studentenzeit mitverfolgt werden kann. Einzelne Kapitel können dem Schulroman, dem Internatsroman und dem Universitätsroman zugeordnet werden.
Während Joyce in der 1904–1905 geschriebenen Vorstudie des Romans mit dem Titel „Stephen Hero“ die Handlung Stephens und anderer Figuren noch traditionell von einem Auktorialen Erzähler entwickeln lässt, konzentriert sich im „Porträt des Künstlers als junger Mann“ alles auf die Hauptfigur. In Personaler Form wird das Geschehen, wie für eine Biographie typisch chronologisch, aus seiner Perspektive dargestellt und darüber hinaus stellenweise in Form eines Bewusstseinsstroms abgebildet, d. h. der Leser verfolgt die Handlung zusammen mit den Gedanken Stephens in der Sprache der jeweiligen Altersstufe. Diese Technik verwendet Joyce hier zum ersten Mal. Damit kann man das „Porträt“ inhaltlich als den ersten Teil der Stephen Dedalus Handlung und stilistisch als eine Vorbereitung für das Hauptwerk Ulysses ansehen.

## Rezeption
Joyce’ erster Roman gilt als einer der literarisch bedeutendsten und auch besten des gesamten 20. Jahrhunderts. Die „Modern Library“ setzte ihn 1998 auf dem dritten Platz der „100 besten Romane des 20. Jahrhunderts in englischer Sprache“. Der folgende Joyce-Roman „Ulysses“ belegte Rang 1.

## Deutschsprachige Übersetzungen
- Die erste deutschsprachige Übersetzung von Georg Goyert erschien 1926 unter dem Titel Jugendbildnis.[9]

- Die Neuübersetzung von Klaus Reichert unter dem Titel Ein Porträt des Künstlers als junger Mann wurde erstmals 1973 als Einzelausgabe in der Bibliothek Suhrkamp veröffentlicht[10] und 1987 zusammen mit Stephen der Held als Band 2 in die Frankfurter Ausgabe der Werke Joyce’ aufgenommen.[11]

- Die aktuelle 2012 publizierte Übersetzung von Friedhelm Rathjen basiert auf der von Hans Walter Gabler edierten textkritischen Garland-Ausgabe von 1993.[12]